# Ликсус

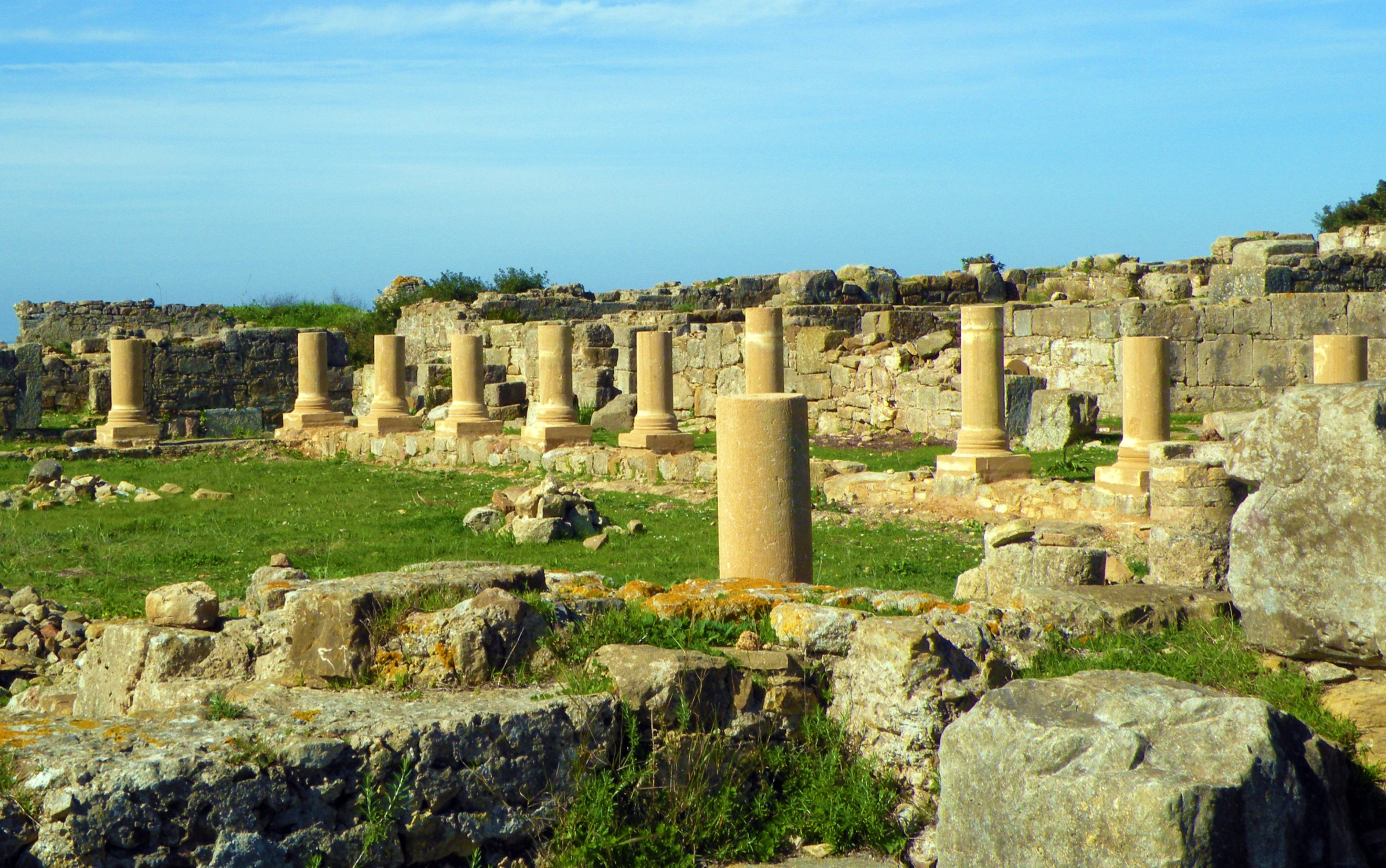
Руины Ликсуса

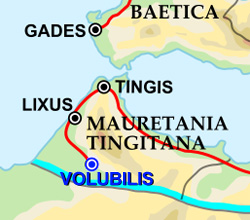
Расположение Ликсуса в Мавретании Тингитанской

Ликсус (лат. Lixus, с финикийского — «Вечный») — древний город на атлантическом побережье Марокко, расположенный на правом берегу реки Лукос, в 4 км к северо-востоку от находящегося в её устье марокканского порта Лараш. Один из наиболее древних городов Магриба.
Рядом с развалинами Ликсуса проходит автомагистраль А5, соединяющая Рабат и Танжер.

## История
Основан финикийцами не позднее VIII века до н. э., на месте ещё более древнего города, затем был аннексирован Карфагеном. Являлся частью финикийской/карфагенской цепи поселений на берегу Атлантического океана. После падения Карфагена и убийства в 40 году н. э. царя Мавретании Птолемея Ликсус вошёл в состав Римской империи, став форпостом римской провинции Мавретания Тингитанская.
В VII веке н. э. заиливание устья Лукоса привело к тому, что порт был перенесён в Лараш, в сторону берега, после чего Ликсус постепенно обезлюдел; однако жизнь в нём продолжалась и некоторое время после арабского завоевания Магриба в VIII веке, о чём свидетельствует найденная при раскопках мечеть.
В 1970 году развалины Ликсуса посетил Тур Хейердал, готовившийся в этих местах к отплытию «Ра II». По версии Хейердала (которую он и доказывал путешествием на «Ра»), именно от Ликсуса отплывали древние финикийские и египетские мореплаватели, ставшие основателями мезоамериканских культур. В пользу этой версии говорит и то, что техника кладки древних фундаментов города совпадает с уникальной техникой кладки древних мезоамериканских цивилизаций, в которой камни «тщательно обтёсаны и пригнаны друг к другу, словно в гигантской мозаике, так что все швы прямоугольные, даже если у камня десять или двенадцать граней».
В район Ликсуса древние греки помещали местонахождение знаменитых садов Гесперид, из которых Геракл привёз золотые яблоки.

## Экономика
Одними из основных занятий жителей Ликсуса были рыболовство, производство гарума и добыча соли.

## Археологические работы
С 1948 по 1969 годы на месте поселения непрерывно велись археологические работы. Среди раскопанных объектов — храмы, стены IV века н. э., бани, мозаичные полы, развалины Капитолия.

## Правовой статус
С 1 июля 1995 года Ликсус является кандидатом на вхождение в список объектов Всемирного наследия ЮНЕСКО.